# Nesipelma
Nesipelma là một chi nhện trong họ Theraphosidae.

## Các loài
Chi này gồm các loài:
- Nesipelma insulare Schmidt & Kovarik, 1996